# Copa del Món de Ral·lis Raid 2014
La Copa del Món de Ral·lis cross-country 2014 fou la 22a edició de la Copa del Món d'aquesta competició.
L'especialitat, a part de la classificació general, els vehicles es divideixen en diverses categories:
- T1 Prototipus de fàbrica.
- T2 Vehicles de sèrie.
- T3 Prototipus lleugers, tipus buggy.
- T4 Camions

La FIA premia com a campions de la Copa del Món als líders de la classificació de pilots, copilots i equips, així com als pilots i equips de les categories T2 i T4.

## Proves
Les curses coincideixen normalment amb les de la Copa del Món de Bajas i el Campionat del Món de Ral·lis Cross-Country de motociclisme.
| Cursa | Dates         | Ral·li                      | Guanyador                  |
| ----- | ------------- | --------------------------- | -------------------------- |
| 1     | 14–16 Febrer  | Northern Forest             | Yazeed Al-Rajhi (Toyota)   |
| 2     | 14–16 Març    | Italian Baja                | Yazeed Al-Rajhi (Toyota)   |
| 3     | 4–10 Abril    | Abu Dhabi Desert Challenge  | Vladimir Vasilyev (Mini)   |
| 4     | 20–25 Abril   | Sealine Cross-Country Rally | Nasser Al-Attiyah (Mini)   |
| 5     | 18–25 Maig    | Rallye des Pharaons         | Yazeed Al-Rajhi (Toyota)   |
| 6     | 18–20 Juliol  | Baja España-Aragón          | Nani Roma (Mini)           |
| 7     | 14–17 Agost   | Hungarian Baja              | Nasser Al-Attiyah (Mini)   |
| 8     | 28–31 Agost   | Baja Poland                 | Krzysztof Holowczyc (Mini) |
| 9     | 3–9 Octubre   | OiLibya Rally               | Nasser Al-Attiyah (Mini)   |
| 10    | 30–1 Novembre | Baja de Portalegre 500      | Ricardo Porém (Mini)       |

## Classificació general[2]
| Posició | 1r | 2n | 3r | 4t | 5è | 6è | 7è | 8è | 9è | 10è |
| Punts   | 25 | 18 | 15 | 12 | 10 | 8  | 6  | 4  | 2  | 1   |

- Addicionalment, els primers classificats de cada categoria (T1, T2 i T3) tenen punts extres:

| Position | 1r | 2n | 3r |
| Punts    | 5  | 3  | 1  |

- Les curses anomenades cross-country tenen el doble de puntuació que les anomenades Bajas.

| Pos | Pilot             | Cotxe      | Punts |
| --- | ----------------- | ---------- | ----- |
| 1   | Vladimir Vasilyev | Mini       | 224   |
| 2   | Nasser Al-Attiyah | Mini       | 217   |
| 3   | Yazeed Al-Rajhi   | Toyota     | 120   |
| 4   | Miroslav Zapletal | Hummer     | 100   |
| 5   | Marek Dabrowski   | Toyota     | 99    |
| 6   | Adam Malysz       | Toyota     | 89    |
| 7   | Erik Van Loon     | Mini       | 80    |
| 8   | Orlando Terranova | Mini       | 79    |
| 9   | Reinaldo Varela   | Toyota     | 72    |
| 10  | Martin Kaczmarski | Mini       | 54    |
| 12  | Nani Roma         | Mini       | 30    |
| 63  | Josep Solé        | Mitsubishi | 1     |